# タコバス
タコバス(Taco Bus)は、アメリカ合衆国のファーストフード店である。フロリダ州タンパ周辺でメキシコ料理の店を展開している。各店は厨房が改装したバスか、もしくはこれを模した内装となっている。
2011年には料理番組『食べまくり!ドライブ in USA』で取り上げられた。2013年にはバズフィードが全米を対象に調査した「The 25 Most Popular Food Trucks Of 2013」で6位に入ったほか、2014年にはUSA TODAYがタンパ・ベイエリアを対象に選んだ「10 best foodie spot」にも名前が挙がっている。

## 商品

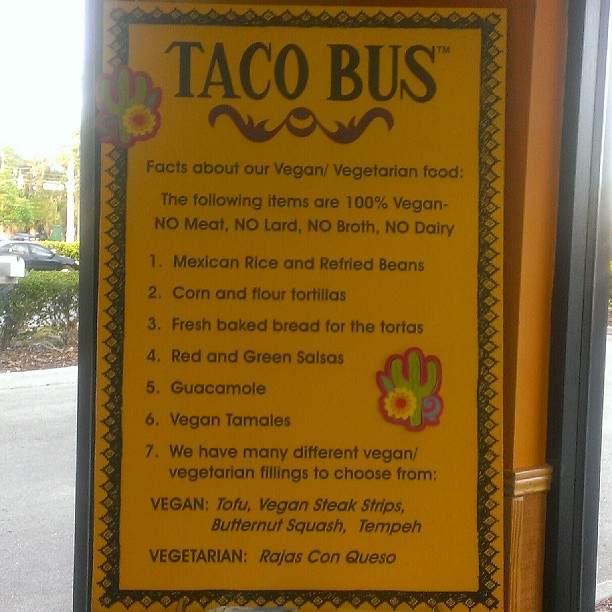
菜食主義者向けメニューについて説明する看板

タコス、トスターダなどを販売する。ベジタリアン向けのメニューもある。

## 歴史
創業者のレネ・バレンズエラ（Rene Valenzuela, チリのサッカー選手とは別人）はメキシコの出身で、9歳のときには既に市場に出てタコスを売っていた。1988年、進学のために渡米、当初はシカゴに住んでいたが、1994年にタンパに移り、街頭で店を始めた。
一方、バレンズエラのいとこもタンパで同業の店"El Taconazo"を開いていた。店は、厨房がバスを改装したものだったことから、タコバスという俗称で地元住民に親しまれていたが、後にいとこは飲食業に関心を失い、バレンズエラが店を買い取るとともに、俗称であったタコバスを店名とした。バレンズエラはタコバスを毎日営業とし、ベジタリアン向けのメニューを加えるなど、営業形態にも変更を加えた。
その後、タンパ・ベイエリアで店舗を増やし、2013年には5店目となるBrandon店を開店した。2017年にはマイアミに出店し、タンパ・ベイエリア外に進出した。

## 店舗
- Tampa

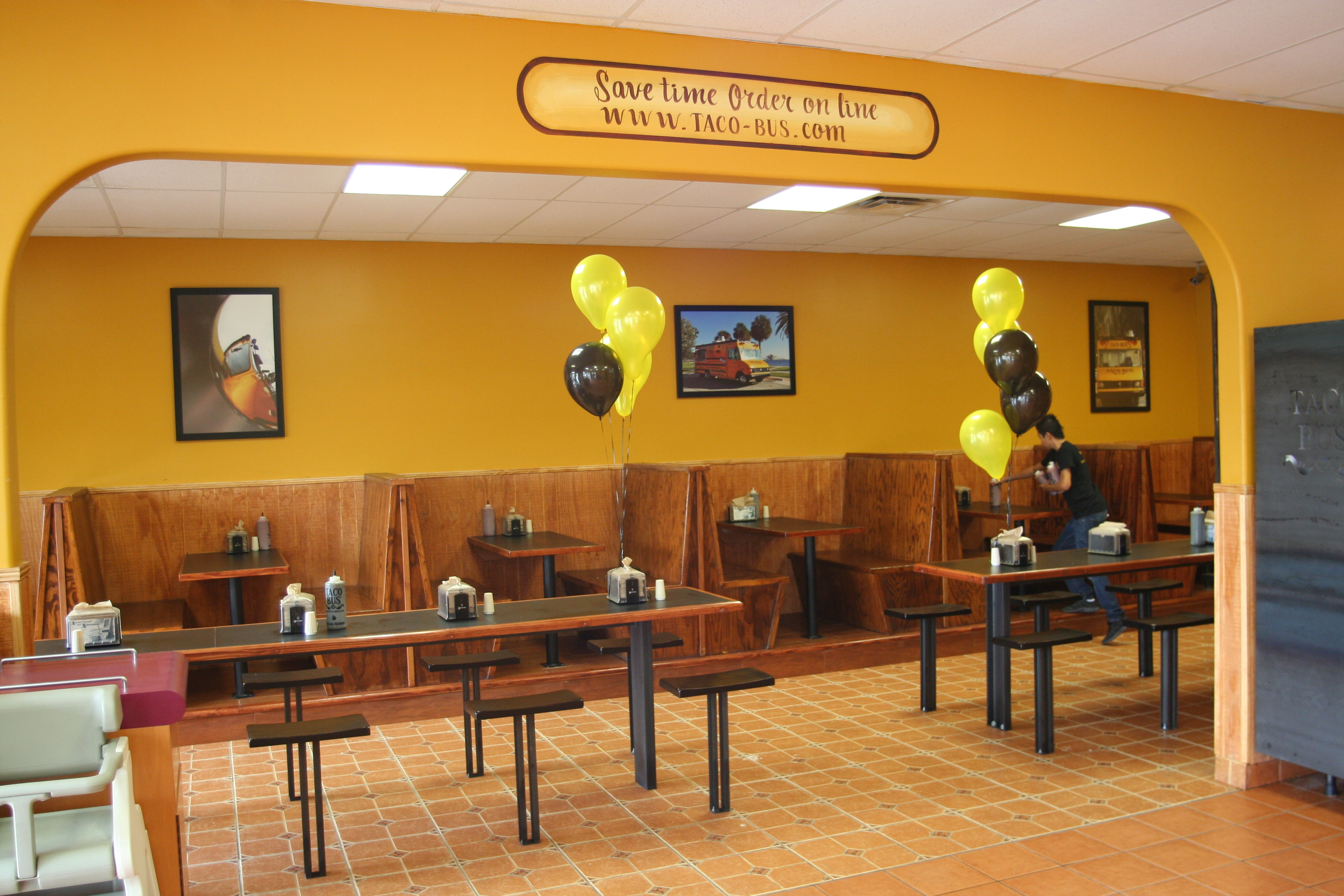
USF店の内装

- St. Pete（2011年2月14日開店[14]、2017年9月27日閉店[15]）
- Downtown（2012年1月25日開店）
- USF[16]（2012年6月7日開店）
- Brandon（2013年7月29日開店[17][12]）
- Lakeland（2015年9月2日開店）
- MLK（2016年10月31日開店）[18]
- Miami（2017年5月開店）
- Lutz（2017年9月開店）[19]
- Gandy（2018年5月16日開店）

## 事件
- 2016年、州の査察で車両から20匹以上のゴキブリが発見され、5日間の営業停止を命じられた。タコバス側は当該車両はメインテナンスから戻ってきたところで営業に用いる予定はなかったと反論しているが、査察時の報告では車両には食材が積まれていたとされる[20]。
- 2017年7月には州の査察でTampa店の建物からネズミの死体や糞が発見され、営業停止を命じられた[21]。